# 哈傑爾-拉密區
哈傑爾-拉密區（阿拉伯语：‎）是乍得的一個大區，位於該國西部、首都恩賈梅納東北郊區，西隔沙里河與喀麥隆相望。乍得湖位於區的西北角。首府馬薩科里。下分三省:6。1998年自沙里-巴吉爾米區分出。